# Aculifera
Aculifera eller Amphineura är en understam av blötdjur (Mollusca) som sammanfattar klasserna maskmollusker (Aplacophora) och ledsnäckor (Polyplacophora).
Aculifera är systergruppen till understammen Conchifera, som kännetecknas av att de flesta medlemmar har en enda skal som skyddar kroppen. Nu levande ledsnäckor skyddas däremot av åtta skaldelar och maskmollusker har istället kalknålar i huden.
Understammen position i systematiken syns i följande kladogram.
| Aculifera | \| \| Maskmollusker (Aplacophora) \| \| \| \| \| \| Ledsnäckor (Polyplacophora) \| \| \| \| |
|           | \| \| Maskmollusker (Aplacophora) \| \| \| \| \| \| Ledsnäckor (Polyplacophora) \| \| \| \| |
|           | Conchifera                                                                                  |
|           |                                                                                             |
|           | Maskmollusker (Aplacophora)                                                                 |
|           |                                                                                             |
|           | Ledsnäckor (Polyplacophora)                                                                 |
|           |                                                                                             |

|  | Maskmollusker (Aplacophora) |
|  |                             |
|  | Ledsnäckor (Polyplacophora) |
|  |                             |

För blötdjurens systematik finns även andra teorier.